# Église Notre-Dame-du-Rosaire d'Uccle
L'église Notre-Dame-du-Rosaire (en néerlandais : Onze-Lieve-Vrouw van de Rozenkranskerk) est un édifice religieux catholique de la commune d'Uccle, dans la région de Bruxelles-Capitale (Belgique). Mise en chantier en 1936, l'église fut ouverte au culte lors de la fête de Noël 1938, mais sa consécration aura lieu après la guerre, en 1945, célébrée par l'archevêque de Malines, le cardinal Joseph-Ernest Van Roey.

## Histoire
Mise en chantier le 19 juillet 1936.
Édifiée sur l'emplacement d'une ancienne maison de campagne, l'église fut conçue, dans un style néoroman avec des influences gothiques et byzantines, par l'architecte Franz Van den Daele et à l'inspiration du chanoine Raymond A. G. Lemaire. Par choix les bâtisseurs n'utilisèrent que des matériaux provenant de Belgique, Elle contient de nombreuses statues en bronze, soit de style classique, soit d'un style plus moderne.

## Patrimoine
- Le maître-autel est réalisé en marbre noir, avec la table massive, monolithique, pesant 5.800 kg, tandis que les autels latéraux sont en granit ciselé. Près de l'autel latéral, se trouve un bas-relief sur lequel figurent les noms des paroissiens victimes des deux guerres mondiales.
- Les bancs de communion sont en marbre noir.
- Les bancs du chœur et les confessionnaux en chêne.
- L'orgue de tribune, datant de 1906, est œuvre des facteurs Adrien et Salomon Van Bever.

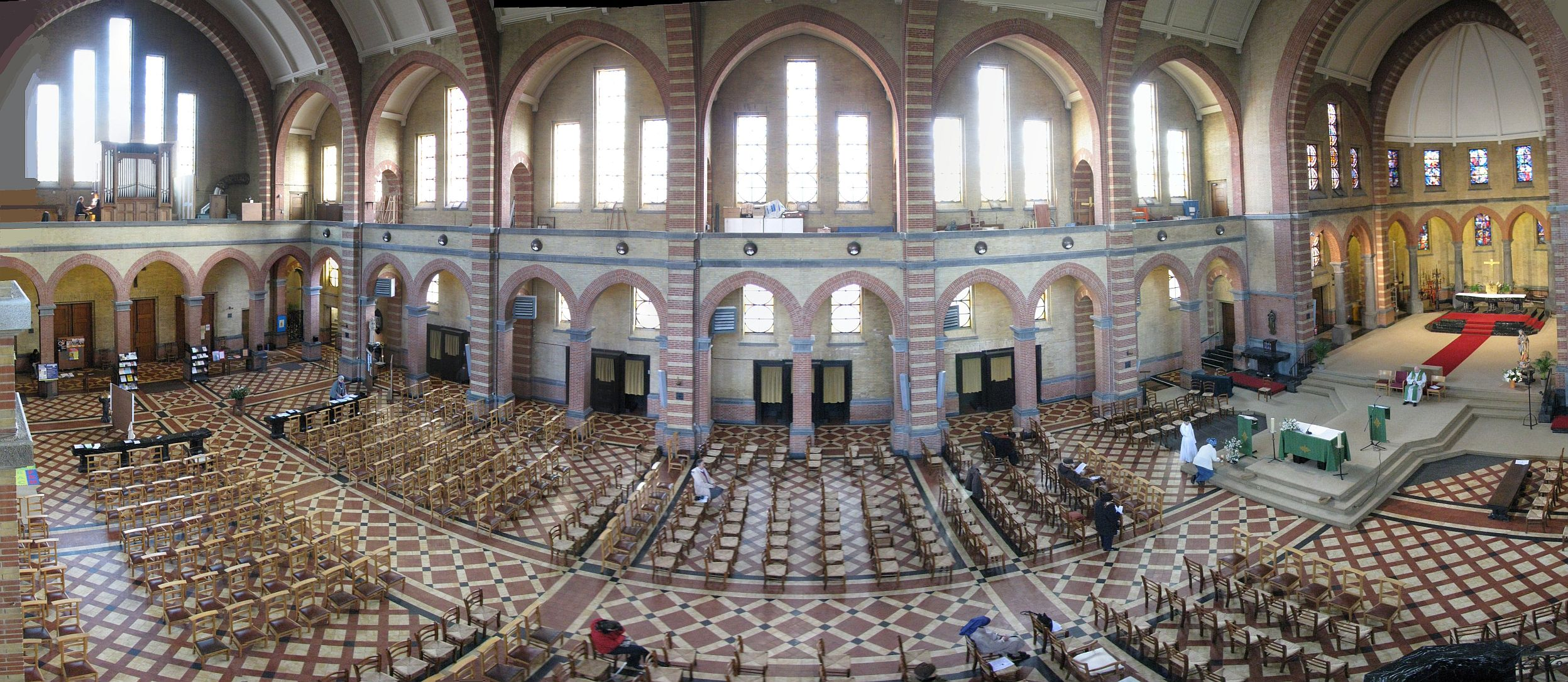
Panoramique de l'intérieur.

## Troupe
L'unité Notre-Dame du Rosaire est une équipe uccloise bien connue pour ses nombreux faits d'armes lors des 24 heures vélo du bois de la Cambre, ayant ses locaux à deux pas du bois en question (ils les ont remportées 10 fois à l'heure actuelle, ce qui les classe à la deuxième place derrière la quatrième troupe de saint Michel). Ils participent par ailleurs chaque année aux intertroupes d'Uccle, face aux 4 ou 5 autres troupes y participant (dépendant des années). Ils organisent chaque année un certain nombre de petites réunions d'une journée plus deux week-end et un grand camp.